# Херман Ото II фон Лимбург-Щирум
Херман Ото II фон Лимбург-Щирум (на немски: Hermann Otto II. von Limburg-Styrum) е граф от род Лимбург-Щирум, господар на Гемен, Бронкхорст и Раезфелд, губернатор на Буда, и императоторски генерал-фелдмаршал.

## Биография
Роден е на 1 април 1646 година. Той е син на граф Адолф Ернст фон Лимбург-Щирум († 1657) и съпругата му графиня Мария Изабела фон Велен/Фелен-Меген († 1692), дъщеря на императорския генералфелдмаршал Александер II фон Велен-Меген цу Раезфелд († 1675) и графиня Александрина Амстенрает цу Хуйн и Гелен († 1654). Внук е на граф Херман Ото I фон Лимбург-Щирум (1592 – 1644).
Херман Ото II фон Лимбург-Щирум служи първо в драгунски регимент от Байройт. През 1678 г. е повишен на императорски полковник и получава драгунски регимент. От 1684 г. е генерал-фелдвахтмайстер и много пъти се отличава в турските войни.
През 1688 г. той става фелдмаршал-лейтенант и като такъв на 19 август 1691 г., като генерал на кавалерията, участва в битката при Сланкамен (днес Войводина, Сърбия), където го похвалва главният командир маркграф Лудвиг фон Баден. През 1696 г. става фелдмаршал. От 1701 до 1704 г. се бие на Рейн и Южна Германия против французите.
В битката при Шеленберг при Донаувьорт на 2 юли 1704 г. Херман Ото II фон Лимбург-Щирум ръководи второто нападение и умира от раните си след една седмица на 8 юли на 58-годишна възраст.

## Фамилия
Херман Ото II фон Лимбург-Щирум се жени 1678 г. за графиня Шарлота Амалия фон Фелен и Меген (* 30 септември 1662; † 26 октомври 1727), дъщеря на граф Фердинанд Готфрид фон Фелен и Меген, фрайхер фон Раесфелд († 1685) и графиня София Елизабет фон Лимбург и Бронкхорст († 1685). Те имат децата:
- Ото Ернст Леополд фон Лимбург-Щирум (* 10 януари 1688 в замък Гемен в Боркен; † 4 март 1754 в Буда), граф на Лимбург-Щирум и Бронкхорст, господар на Гемен и Раезфелд, женен на 3 август 1706 г. за графиня Амалия Анна Елизабет фон Шьонборн (* 7 април 1686; † 12 септември 1737)
- София Шарлота (* 20 декември 1689; † 22 април 1714), монахиня в Берген ?, ⚭ 1711 г. за граф Максимилиан фон Райнщайн-Татенбах (* 8 април 1687; † 16 март 1762)
- Магдалена Сибила (* 15 февруари 1693; † 15 юни 1762)
- Изабела Вилхелмина Шарлота (* 7 октомври 1695; † 1778), ⚭ I. на 10 март 1729 г. за граф Йохан Кайетан фон Коловрат (* 1696; † 3 септември 1729), II. ⚭ 1734 г. фрайхер Алберт Евгений Прциховски фон Прциховитц († 4 август 1737)
- Амалия Анна Фридерика (* 31 юли 1699; † 10 февруари 1729)
- Мария Бернхардина Адолфина (* 14 август 1700; † 1 ноември 1764), ⚭ януари 1752 г. за Пиере Бруно Петит де Гобербец († 1786)

## Галерия
- Герб на графовете фон Лимбург-Щирум
- Герб на Господство Гемен